# Go-Shirakawa
Emperor Go-Shirakawa (後白河天皇, Go-Shirakawa-tennō, 18 oktober 1127 - 26 april 1192) was de 77e keizer van Japan, volgens de traditionele opvolgvolgorde. Hij regeerde van 1155 tot 1158.

## Genealogie
Go-Shirakawa was vernoemd naar de voormalige keizer Shirakawa. Het voorvoegsel go- (後), kan worden vertaald als “later” of “tweede”, waardoor zijn naam vrij vertaald “Shirakawa de tweede” betekent. Zijn persoonlijke naam (imina) was Masahito-shinnō (雅仁親王).
Go-Shirakawa was de vierde zoon van keizer Toba. Zijn moeder was Shōko (璋子), de dochter van Fujiwara Kinzane (藤原公実). Go-Shirakawa had in zijn leven vijf keizerinnen en hofdames, met wie hij zeven kinderen kreeg. Twee van deze kinderen werden later ook keizer: Nijo en Takakura

## Leven
In 1155 stierf Go-Shirakawa’s broer, keizer Konoe, op 16-jarige leeftijd. Hij had geen erfgenamen waardoor, na wat onenigheid aan het hof, Go-Shirakawa tot keizer werd gekozen. Hij werd hierin gesteund door zijn vader en door Fujiwara no Tadamichi, daar zij beiden tegenstanders waren van de voormalige keizer Sutoku en niet wilden dat een van zijn kinderen de troon zou erven.

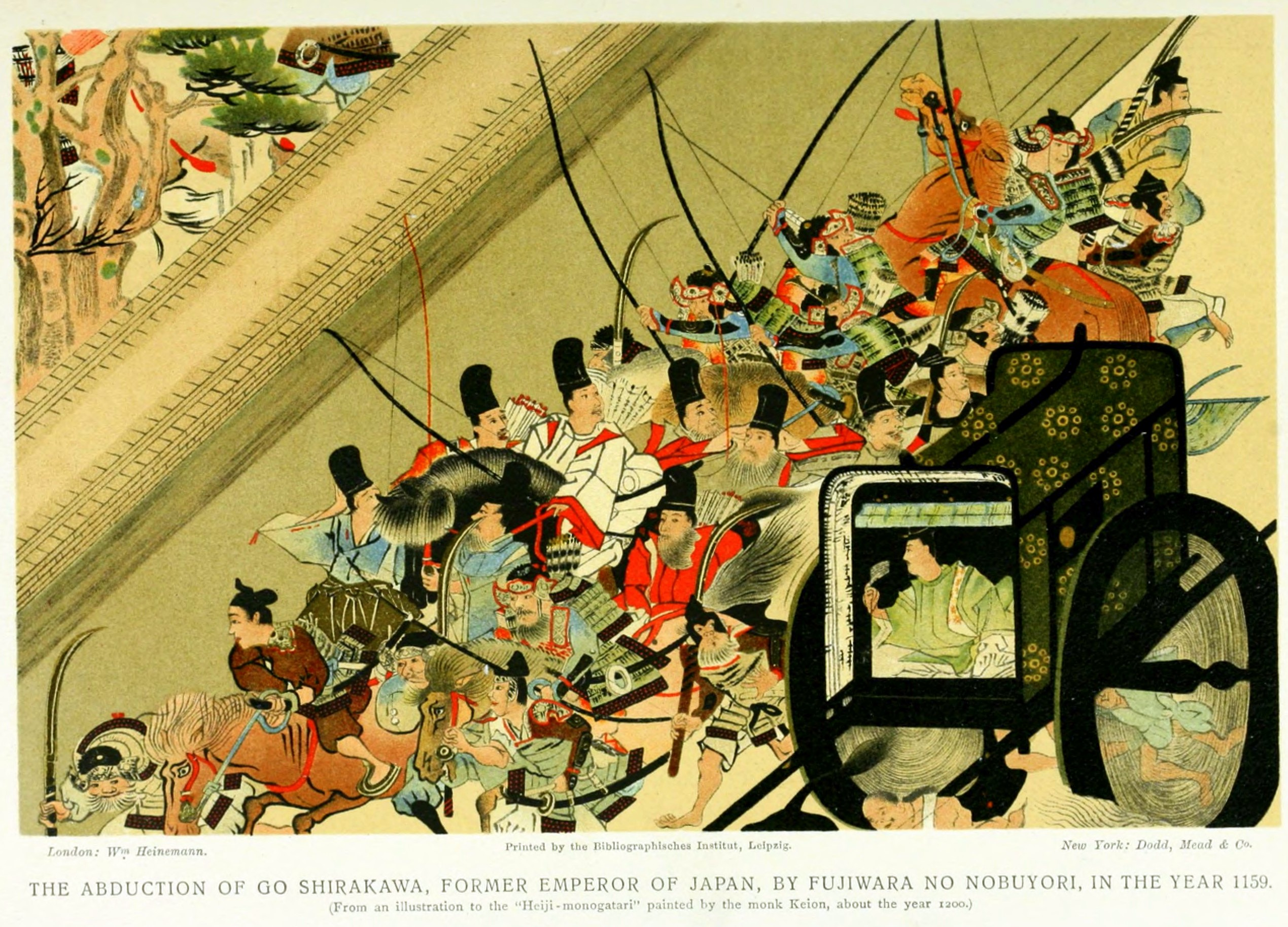
Go-Shirakawa treedt af, met onverwachte gevolgen.

Go-Shirakawa had eerst maar weinig macht daar zijn vader, Toba, bleef doorregeren als Insei-keizer. In 1156 stierf Toba en nam Go-Shirakawa’s machtspositie toe. De dood van Toba ontketende echter wel de Hogen-opstand. Bij het neerslaan van deze opstand kreeg Go-Shirakawa steun van de samoeraiklasse, waaronder Minamoto no Yoshitomo en Taira no Kiyomori. Zij waren grotendeels verantwoordelijk voor de overwinning van Go-Shirakawa, die nadien alleenheerser werd over Japan. Na de opstand ondernam Go-Shirakawa stappen om de macht van de Fujiwara-clan verder te breken, en de macht van de samoeraiklasse te vergroten. Deze stappen maakten de weg vrij voor Minamoto no Yoritomo om uiteindelijk het Kamakura-shogunaat op te richten.

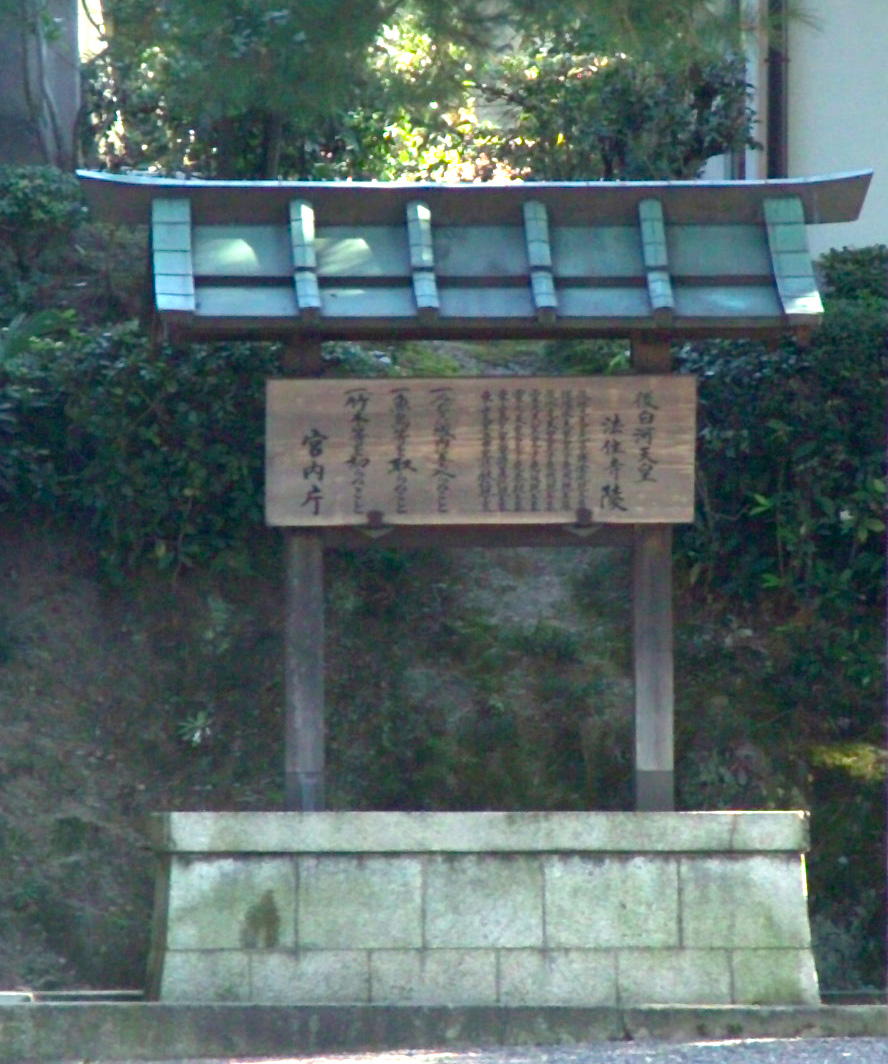
Tombe van Go-Shirakawa

In 1158 trad Go-Shirakawa af ten gunste van zijn zoon, Nijō, maar net als zijn vader bleef hij nadien doorregeren als Insei-keizer. Hij behield zo de macht tijdens de regeerperiodes van achtereenvolgens Nijo, Rokujo, Takakura, Antoku, en Go-Toba tot aan zijn dood in 1192. In 1169 werd Go-Shirakawa ondanks zijn positie als Insei-keizer ook boeddhistisch priester onder de naam Gyōshin.
Na Go-Shirakawa’s aftreden, nam de Taira-clan de macht aan het keizerlijk hof langzaam over. Taira no Kiyomori, die tot dusver een bondgenoot was van Go-Shirakawa, keerde zich nu tegen hem. Hij maakte in 1178 prins Tokihito tot kroonprins. Go-Shirakawa zag zijn machtspositie in gevaar komen, en greep in door een bericht te sturen naar de Minamoto-clan dat de Taira vijanden waren van het hof, en verdreven moesten worden. Meerdere opstanden van verschillende samoeraiclans waren het gevolg. In 1183 versloeg Minamoto no Yoshinaka de Taira. In 1185 werd de Taira-clan geheel vernietigd door Minamoto no Yoshitsune. Go-Shirakawa kon hierdoor verder blijven regeren.
In 1192 stierf Go-Shirakawa op 66-jarige leeftijd.
* Regent Jingu staat niet op de traditionele lijst.